# Rorippa intermedia
Rorippa intermedia là một loài thực vật có hoa trong họ Cải. Loài này được (Kuntze) Stuckey miêu tả khoa học đầu tiên năm 1972.